# Holstebro Håndbold
Dernière mise à jour : 13 novembre 2018.
Pour la section masculine, voir Team Tvis Holstebro.
Le Holstebro Håndbold, précédemment nommé Team Tvis Holstebro puis TTH Holstebro, est un club féminin de handball basé à Holstebro au Danemark. L'équipe évolue dans le championnat du Danemark (Damehåndboldligaen).

## Histoire
Le Team Tvis Holstebro a été fondé en mai 2000, lorsque Holstebro Håndbold 90 et Tvis KFUM ont fusionné leurs  équipes premières pour créer le nouveau club. En juin 2016 le Team  Tvis  Holstebro devient le TTH Holstebro. En avril 2020, à cause de la pandémie de Covid-19, il a été décidé de séparer les sections masculines et féminines du club : tandis que le club masculin reste sous le nom de Team Tvis Holstebro, le club féminin prend le nom de Holstebro Håndbold.
Le nouveau nom du club Holstebro Håndbold a été annoncé le 14 avril 2020.

## Palmarès
compétitions internationales
- Coupe des vainqueurs de coupe (C2)
  - vainqueur (1) en 2016
- Coupe de l'EHF (C3)
  - vainqueur (1) en 2013 et 2015
  - finaliste en 2011

compétitions nationales
- Championnat du Danemark
  - finaliste en 2013
  - troisième en 2015, 2016
- Coupe du Danemark
  - finaliste en 2011

## Effectif actuel
L'effectif de la saison 2024-2025 est :
| Gardiennes de but - 01 Josefine Mahler - 12 Natasha Schibler Ailières gauches - 19 Julie Bjerregaard - 21 Nathalie Rasmussen Ailières droites - 29 Julie Højberg Rasmussen Pivots - 03 Nanna Løvig Rasmussen - 11 Mathilde Dalum Hansen - 23 Emma Skipper | Arrières gauches - 07 Cecilia Hovgaard - 09 Mathilde Høy Troelsen - 14 Maja Lundgren Pyndt Demi-centres - 05 Tea Thomassen Hein - 13 Sofie Schelde-Rasmussen - 77 Leonora Demaj Arrières droites - 10 Mathilde Hylleberg - 18 Signe Juul Abildgaard |

## Joueuses historiques
Parmi les joueuses ayant évolué au club, on trouve :
- Ida Alstad  (2013-2014)
- Stine Andersen (2012-2018)
- Linn Blohm  (2014-2016)
- Mette Gravholt (2010-2014)
- Nycke Groot  (2006-2011)
- Nathalie Hagman  (2014-2016)
- Jette Hansen (2015-2016)
- Kathrine Heindahl (2011-2013)
- Camilla Herrem  (2015-2016)
- Rut Arnfjörð Jónsdóttir  (2008–2014)
- Kristina Kristiansen (2007-2015)
- Julie Kjær Larsen (2012-2014)
- Lærke Møller (2014-2016)
- Lærke Nolsøe (2013-2016)
- Ann Grete Nørgaard (2010-2015)
- Jamina Roberts  (2014-2016)
- Silje Solberg  (2014-2016)
- Karoline de Souza  (2013-2014)
- Sandra Toft (2007-2014)
- Ida Vium (2012-2018)